# Xoc (circulatori)
El xoc circulatori, comunament conegut com a xoc, és una emergència mèdica (amb una greu amenaça per a la vida), caracteritzada per una disminució de la perfusió tissular a un punt en què és insuficient per a satisfer les necessitats metabòliques cel·lulars. A mesura que la sang transporta oxigen i nutrients a tot el cos, el flux reduït dificulta el lliurament d'aquests components als teixits, i no deixen que els teixits funcionin correctament. El procés amb el qual entra la sang en els teixits es diu la perfusió, així que quan la perfusió no es produeix correctament això s'anomena un estat hipoperfusional (hipo = sota).
El xoc circulatori no s'ha de confondre amb l'estat emocional de xoc, i els dos no estan relacionats. El xoc mèdic és un emergència mèdica potencialment mortal i una de les causes més comunes de mort per a les persones greument malaltes. El xoc pot tenir una varietat d'efectes, tots amb resultats similars, però tots es refereixen a un problema amb el sistema circulatori del cos. Per exemple, un xoc pot dur a la hipoxèmia o a una aturada cardíaca.

## Signes i símptomes
Els signes essencials de xoc són taquicàrdia/taquipnea (mecanismes de compensació), hipotensió arterial i signes de mala perfusió final dels òrgans (com baix volum d'orina, confusió o pèrdua de consciència) (fallada de compensació). S'han d'examinar altres signes per establir la causa subjacent per al xoc i així guiar al tractament eficaç.

## Tipus
- Hipovolèmic
- Cardiogènic
- Sèptic
- Anafilàctic
- Altres: neurogènic, obstructiu.